# Menesia bimaculata
Menesia bimaculata là một loài bọ cánh cứng trong họ Cerambycidae.